# Charles-Philogène Tschaggeny
Pour les articles homonymes, voir Tschaggeny.
Charles-Philogène Tschaggeny, né le 26 mai 1815 à Bruxelles et mort le 12 juin 1894 à Saint-Josse-ten-Noode, est un peintre et graveur belge.

## Biographie

### Famille
Charles-Philogène Tschaggeny, né place Saint-Michel no 594 à Bruxelles le 26 mai 1815, est le fils de Frédéric-Guillaume Tschaggeny, négociant, natif de Neuchâtel, en Suisse, et de Anne Geneviève Celinie De Charvet, native de Bruxelles et fille de Charles Charvet de Blenod, précepteur du prince Charles Alexandre de Lorraine,.
Charles-Philogène est le frère aîné d'Edmond Tschaggeny (1818-1873), également artiste peintre. Charles Tschaggeny épouse, à Bruxelles le 11 juillet 1849 après un mariage en Grande-Bretagne, le 15 juin précédent, en la chapelle catholique de Sainte-Marie dans le district de Chelsea, comté de Middlesex, Marie Thérèse Josèphe Bonduel (1824). Ils sont les parents de l'artiste peintre Frédéric Tschaggeny (1851-1921), élève de son père, ainsi que de Sophie Léonie Tschaggeny (1854-1911) et Ernest Edmond Tschaggeny (1857-1921), attaché de banque.

### Formation
Élève d'Eugène Verboeckhoven en 1835, il reçoit plus tard, à Anvers, les leçons de Nicaise De Keyser et d'Henri Leys.

### Carrière
À partir de 1836, il participe à différents salons, il expose en Belgique, en Angleterre et en France. Charles reçoit une médaille au Salon de Bruxelles de 1845 et devient chevalier de l'ordre de Léopold en 1851.
Charles-Philogène Tschaggeny meurt le 12 juin 1894 à Saint-Josse-ten-Noode.

## Œuvre
Peintre animalier, il est également graveur. En tant que paysagiste, ses hommes et ses femmes ont une force de caractère pittoresque qui témoigne de la polyvalence d'un maître. Il collabore à plusieurs tableaux de peintres tels qu'Eugène Verboeckhoven, Jean-Baptiste Madou, Théodore Fourmois ou Paul Clays.

## Honneurs
- Chevalier de l'ordre de Léopold (Belgique, 1er novembre 1851)[8].
- Officier de l'ordre de Léopold (18 novembre 1875)[9].